# Стрибки в довжину з місця
Стрибок у довжину з місця — це стрибок у довжину без розбігу, тобто з положення стоячи. Виконується стрибок у довжину з місця на килимку, у піщаній ямі або на звичайному майданчику.  Стрибун стрибає обома ногами, притискаючи в цей час  руки до грудей, а потім підіймає їх догори та витягує уздовж свого тіла та приземляється обома ногами на землю. Процеси зміни положень частин тіла відбуваються блискавично. У стрибку в довжину з місця  руки технічно є важливішими за ноги.
Це одне зі змагань зі стрибків із місця (таких як стрибки у висоту з місця та потрійний стрибок із місця). З 1900 по 1912 рік стрибки в довжину з місця були однією з олімпійських легкоатлетичних дисциплін. Стрибки в довжину з місця не проводяться (професійно) з 1938 року.

## Послідовність
Стрибки в довжину з місця виконуються на килимку, у піщаній ямі або на звичайному майданчику. Стрибун стоїть на трампліні. Ноги злегка зігнуті, обидві руки використовуються для набору обертів. Далі стрибун трохи присідає з прямою спиною, а руки знаходяться позаду тіла. Вага переноситься на підошви ніг, а п’яти не торкаються землі. Стрибун стрибає обома ногами й тягне руки вперед або вгору. У повітрі ноги згинаються в колінах. Руки притискає в цей час до грудей, а потім підіймає догори та витягує уздовж свого тіла. Стрибун приземляється обома ногами на землю.
Ці процеси відбуваються блискавично. Чим більш горизонтальний стрибок, тим довшою буде відстань. На відміну від звичайного стрибка в довжину, руки технічно є важливішими за ноги.

## Прийоми й вправи
Є багато інших технік. Далі можна стрибнути, якщо тримати в руках гирі. Будь-яку вагу: каміння розміром із кулак або пластикові деталі з  піском. Вони дають більше імпульсу. Оптимальний стрибок досягається шляхом стрибка з підошви ніг. Під час стрибків у довжину з місця напружуються сідниці /  стегна / коліна. Стрибки (наприклад, стрибки через скакалку) і згинання колін, а також біг по сходах ідеально підходять для підготовки до стрибка в довжину з місця.

## Історія та олімпіада
На стародавніх Олімпійських іграх вже були стрибки в довжину з місця з гирями. Це було частиною п'ятиборства. Гирі називалися halteres. Повідомляється про довжину  близько 15 метрів. Було, мабуть, п’ять стрибків поспіль. Рекордсмен світу Рей Еврі на Олімпіаді 1900 року. Стрибки в довжину з місця були представлені на Олімпійських іграх у Парижі в 1900 році. Тоді переміг американець Рей Юрі з результатом 3,21 м випередив свого співвітчизника Ірвінга Бакстера з 3,135 м. На Олімпійських іграх 1904 року Еврі поставив 3,47 м встановив світовий рекорд. Еврі також виграв змагання зі стрибків у довжину з місця на Олімпійських іграх середнього рівня в Афінах 1906 року та Олімпійських іграх 1908 року в Лондоні. На Олімпійських  іграх 1912 року у Стокгольмі у стрибках у довжину з місця переміг Костас Ціклітірас (3,37 м).
Олімпійський рекорд Реймонда Еврі 1904 року залишається непобитим донині, оскільки стрибки в довжину з місця не проводилися (професійно) з 1938 року. Еврі встановив ще один світовий рекорд зі стрибків у довжину з місця: назад із результатом 2,87 м. Світовий рекорд 3,73 Гравець американського футболу Байрон Джонс стрибнув на NFL Combine 23 лютого 2015 року. При цьому він покращив майже 50-річну найкращу дистанцію норвежця Арне Тверваага зі спортивного клубу «Рінгеріке ФІК». Це було 3,71 11 листопада 1968 року в Норесунді .

### Призер Олімпійських ігор
| рік      | Золота медаль           | Срібна медаль             | Бронзова медаль        |
| -------- | ----------------------- | ------------------------- | ---------------------- |
| 1900 рік | Рей Юрі ( США )         | Ірвінг Бакстер (США)      | Еміль Торшбеф ( FRA )  |
| 1904 рік | Рей Юрі (США)           | Чарльз Кінг (США)         | Джон Біллер (США)      |
| 1906 рік | Рей Юрі (США)           | Мартін Шерідан (США)      | Лоусон Робертсон (США) |
| 1908 рік | Рей Юрі (США)           | Костас Ціклітірас ( GRE ) | Мартін Шерідан (США)   |
| 1912 рік | Костас Ціклітірас (GRE) | Платт Адамс (США)         | Бен Адамс (США)        |

## Сьогодні стрибки в довжину з місця

### Німеччина
Стрибки в довжину з місця нині офіційно проводяться лише організацією LSW Spezialsport Deutschland, яка є альтернативою Німецькому легкоатлетичному союзу (DLV). Саме там організовуються чемпіонати Німеччини. В інших випадках цей вид спорту залишається популярним лише на юнацьких іграх або в рамках неофіційних заходів.
Також стрибки в довжину з місця включені до спортивного іспиту для кандидатів на посаду поліцейського. У межах цього тесту на фізичну підготовку жінки повинні досягти щонайменше 1,57 метра, а чоловіки — не менше 1,95 метра.
Стрибки в довжину з місця є дисципліною на Ретролімпійських іграх, заходах, які проводить Асоціація сприяння колишнім олімпійським видам спорту. V. у Біркенвердері, де проводяться спортивні змагання з колишніх олімпійських видів спорту. До 31 грудня 2012 року стрибки у висоту або довжину могли бути замінені стрибками в довжину з місця для німецького спортивного значка у вікових групах для чоловіків віком 50 років і старше та для жінок віком 45 років і старше. З 1 січня 2013 року стрибки в довжину з місця стали доступними для всіх вікових груп як альтернатива штовханню та кидку в силовій групі. За допомогою значка багатоборства можна виконувати стрибки в довжину з місця як заміну стрибків у довжину з вікової групи M40/W40. Дистанція подвоюється, а кількість очок береться з таблиці стрибків у довжину.

### Швейцарія
Тест на фізичну підготовку швейцарської армії, який повинен пройти кожен призовник (як правило, у віці 19 років), включає, серед іншого, стрибки в довжину з місця. У середньому чоловіки-учасники 2015 року досягли 2,29 м (стрибок на підлогу залу та приземлення на килимок).

## Інші відомі стрибуни в довжину стоячи
- Мартін Шерідан (США)

## Індивідуальні докази
1. ↑  [Архівовано [Дата відсутня], у www.topendsports.com]
2. ↑  Norske rekorder for Menn Senior pr. web.archive.org. 29 травня 2012. Процитовано 22 грудня 2024.
3. ↑  Army FTA фітнес-тест для вашого дому (PDF). Опубліковано 17 квітня 2018 р.
4. ↑  Перевірте відповідність у результатах найму 2015 (PDF). Опубліковано 17 квітня 2018 р.